# 龙田镇 (兴宁市)
龍田镇是中华人民共和国广东省梅州市兴宁市下辖的一个乡镇级行政单位。，位於興寧中部，镇政府驻地设龙田圩。距離城鎮8公里。全鎮總面積44.46平方公里，人口4萬。下轄16個行政村和1個居委會。

## 名稱由來
龍田取自于中國姓氏“戴、龍、田”三姓，後因習慣簡稱為龍田。

## 行政区划
龙田镇下辖以下地区：
龙田社区、坪见村、曲塘村、金星村、凉伞村、龙盘村、鸳塘村、鸡公桥村、五一村、蓼塘村、碧园村、羊岭村、高陂村、丽溪村、水陂村、石壁村和环陂村。